# Harvey Segur
Harvey Segur (* 1942) ist ein US-amerikanischer angewandter Mathematiker, bekannt für Beiträge zur Theorie der Solitonen. Er ist Professor an der University of Colorado in Boulder.
Harvey Segur wurde 1969 an der University of California in Berkeley in Flugzeugingenieurswesen (Aeronautical Science) promoviert (Stratified flow into a contraction). Danach war er Research Fellow am Caltech, Associate Professor am Clarkson College of Technology in Potsdam (New York) und Professor an der State University of New York in Buffalo, bevor er 1989 Professor an der University of Colorado in Boulder wurde.
Er ist für einige wesentliche Beiträge zur Inversen Streutransformation (IST) Anfang der 1970er Jahre bekannt (mit Mark J. Ablowitz, David J. Kaup und Alan C. Newell). Mit Ablowitz und A. Ramani vermutete er, dass alle nichtlinearen partiellen Differentialgleichungen (Evolutionsgleichungen), die durch die IST lösbar sind, eine Reduktion auf gewöhnliche Differentialgleichungen mit Painlevé-Eigenschaft besitzen. Die Vermutung ist unbewiesen, wird aber überwiegend aufgrund vielfacher Bestätigung in Einzelfällen als wahr angenommen und sogar als Test für die Anwendbarkeit der IST benutzt.
2011 erhielt er den Hazel Barnes Preis der University of Colorado und erhielt einige weitere Preise der Universität für seine Lehre und Forschung, zum Beispiel die Distinguished Research Lecture 2005.

## Schriften
- mit Mark J. Ablowitz: Solitons and the Inverse Scattering Transform (= SIAM Studies in Applied Mathematics. 4). SIAM, Philadelphia PA 1981, ISBN 0-89871-174-6.
- mit Mark J. Ablowitz, David J. Kaup, Alan C. Newell: The inverse scattering transform-Fourier analysis for nonlinear problems. In: Studies in Applied Mathematics. Band 53, Nummer 4, 1974, S. 249–315, doi:10.1002/sapm1974534249.
- mit Mark J. Ablowitz, David J. Kaup, Alan C. Newell: Method for Solving the Sine-Gordon Equation. In: Physical Review Letters. Band 30, Nummer 25, 1973, S. 1262–1264, doi:10.1103/PhysRevLett.30.1262.